# Покровка (Любашёвский район)
Покровка — село на юге Подольского района Одесской области Украины. Центр старостинского округа. Население — 635 человек. Расположено около автотрассы Киев — Одесса. Через село протекает река Тилигул.
В селе расположен храм Святого Ивана Богослова, построенный в 1911 году.